# Hilario Ascasubi (Buenos Aires)
Hilario Ascasubi es una localidad del Partido de Villarino,  Provincia de Buenos Aires, Argentina. Ubicada en el km 794 de la Ruta Nacional 3. Lleva el nombre del poeta gauchesco argentino, Hilario Ascasubi.

## Reseña histórica
Hilario Ascasubi fue fundada el 1 de setiembre de 1912. En el año 2012 se celebraron los 100 años de la localidad.
En ejercicio de derechos emergentes de una concesión acordada por la Provincia de Buenos Aires, las autoridades del Ferrocarril Buenos Aires al Pacífico (sección Bahía Blanca Noroeste) proveyeron al tendido de la línea férrea que, partiendo de la estación Bordeu, debía alcanzar el pueblo de Patagones. Tal línea ferroviaria pasaba por las estaciones que el ferrocarril denominara luego como Ombucta, Teniente Origone, Mayor Buratovich y luego Hilario Ascasubi, anterior a lo que fuera punta rieles de aquel tramo y que, en la nomenclatura ferroviaria, se hiciera figurar con el nombre de Pedro Luro, respondiendo seguramente a facilidades acordadas por un distinguido terrateniente de esa zona. Tal línea ferroviaria queda sujeta, en virtud del Art. 7º de la Ley nacional Nº5688 del 12 de diciembre de 1908, a las disposiciones de los Arts. 8º y 9º de la Ley Nacional 5315, e incorporada consecuentemente a la red del ferrocarril de Buenos Aires al Pacífico. Digamos asimismo, que la puesta en servicio del ramal Bordeu - Pedro Luro se produce oficialmente el 18 de diciembre de 1903.
La denominación Hilario Ascasubi por parte del ferrocarril, constituye un homenaje al poeta y escritor gauchesco nacido en la Provincia de Córdoba en el año 1807 y fallecido en 1875. La fecha de fundación fue el 1 de septiembre de 1912, en concordancia con el paso del primer tren por el lugar.

## Clima
| Parámetros climáticos promedio de Hilario Ascasubi (1966–2013) | Parámetros climáticos promedio de Hilario Ascasubi (1966–2013) | Parámetros climáticos promedio de Hilario Ascasubi (1966–2013) | Parámetros climáticos promedio de Hilario Ascasubi (1966–2013) | Parámetros climáticos promedio de Hilario Ascasubi (1966–2013) | Parámetros climáticos promedio de Hilario Ascasubi (1966–2013) | Parámetros climáticos promedio de Hilario Ascasubi (1966–2013) | Parámetros climáticos promedio de Hilario Ascasubi (1966–2013) | Parámetros climáticos promedio de Hilario Ascasubi (1966–2013) | Parámetros climáticos promedio de Hilario Ascasubi (1966–2013) | Parámetros climáticos promedio de Hilario Ascasubi (1966–2013) | Parámetros climáticos promedio de Hilario Ascasubi (1966–2013) | Parámetros climáticos promedio de Hilario Ascasubi (1966–2013) | Parámetros climáticos promedio de Hilario Ascasubi (1966–2013) |
| Mes                                                            | Ene.                                                           | Feb.                                                           | Mar.                                                           | Abr.                                                           | May.                                                           | Jun.                                                           | Jul.                                                           | Ago.                                                           | Sep.                                                           | Oct.                                                           | Nov.                                                           | Dic.                                                           | Anual                                                          |
| -------------------------------------------------------------- | -------------------------------------------------------------- | -------------------------------------------------------------- | -------------------------------------------------------------- | -------------------------------------------------------------- | -------------------------------------------------------------- | -------------------------------------------------------------- | -------------------------------------------------------------- | -------------------------------------------------------------- | -------------------------------------------------------------- | -------------------------------------------------------------- | -------------------------------------------------------------- | -------------------------------------------------------------- | -------------------------------------------------------------- |
| Temp. máx. abs. (°C)                                           | 42.9                                                           | 39.6                                                           | 39.1                                                           | 32.6                                                           | 29.1                                                           | 26.9                                                           | 26.1                                                           | 28.5                                                           | 30.8                                                           | 33.8                                                           | 37.5                                                           | 39.7                                                           | 42.9                                                           |
| Temp. máx. media (°C)                                          | 29.7                                                           | 29.0                                                           | 25.5                                                           | 21.2                                                           | 17.3                                                           | 13.6                                                           | 13.6                                                           | 16.0                                                           | 18.7                                                           | 21.9                                                           | 25.3                                                           | 28.3                                                           | 21.7                                                           |
| Temp. media (°C)                                               | 22.3                                                           | 21.2                                                           | 18.6                                                           | 14.8                                                           | 11.1                                                           | 8.0                                                            | 7.6                                                            | 9.3                                                            | 11.7                                                           | 14.6                                                           | 18.0                                                           | 20.8                                                           | 14.8                                                           |
| Temp. mín. media (°C)                                          | 14.0                                                           | 13.4                                                           | 11.5                                                           | 8.1                                                            | 4.8                                                            | 2.5                                                            | 1.7                                                            | 2.6                                                            | 4.6                                                            | 7.4                                                            | 10.4                                                           | 12.8                                                           | 7.8                                                            |
| Temp. mín. abs. (°C)                                           | 1.5                                                            | 1.4                                                            | 0.2                                                            | -2.6                                                           | -6.0                                                           | -9.5                                                           | -10.8                                                          | -8.2                                                           | -7.5                                                           | -4.2                                                           | -1.1                                                           | 1.7                                                            | -10.8                                                          |
| Precipitación total (mm)                                       | 49.4                                                           | 55.9                                                           | 62.4                                                           | 44.6                                                           | 28.1                                                           | 22.8                                                           | 22.0                                                           | 26.1                                                           | 37.2                                                           | 44.7                                                           | 44.0                                                           | 52.0                                                           | 492.0                                                          |
| Horas de sol                                                   | 310.0                                                          | 268.4                                                          | 244.9                                                          | 198.0                                                          | 164.3                                                          | 132.0                                                          | 139.5                                                          | 179.8                                                          | 195.0                                                          | 238.7                                                          | 270.0                                                          | 291.4                                                          | 2632.0                                                         |
| Humedad relativa (%)                                           | 57                                                             | 60                                                             | 67                                                             | 68                                                             | 73                                                             | 75                                                             | 72                                                             | 67                                                             | 64                                                             | 63                                                             | 58                                                             | 57                                                             | 65                                                             |
| Fuente: Instituto Nacional de Tecnología Agropecuaria          |                                                                |                                                                |                                                                |                                                                |                                                                |                                                                |                                                                |                                                                |                                                                |                                                                |                                                                |                                                                |                                                                |

## Población
Hilario Ascasubi es una de las localidades más importantes del partido de Villarino. Cuenta con 3,427 habitantes (Indec, 2010), lo que representa un incremento del 35% frente a los 2,533 habitantes (Indec, 2001) del censo anterior.
| Gráfica de evolución demográfica de Hilario Ascasubi entre 1980 y 2010 |
|                                                                        |
| Fuentes: INDEC                                                         |

## Actividad económica
Uno de sus principales sustentos económicos proviene del sector hortícola, con gran énfasis en el cultivo de cebolla ya
sea en su forma convencional o certificada. La región produce el 50% de la totalidad de la producción nacional de cebolla convencional.
También el sector apícola, tiene un gran desarrollo en la región, cuentan con infraestructura técnica, productores
especializados, tradición e historia en el tema.
En la región se produce el 50% de la semilla de alfalfa nacional. A pesar de que ecológicamente la región no presenta las mejores condiciones, para esta actividad, existe infraestructura física y técnica, productores de semilla, historia, trabajos realizados, etc. Abarcando aspectos similares en producción de gramíneas.
También se produce semilla de oleaginosas y cultivos alternativos.
Asimismo el área ganadera tiene un desarrollo importante en la región.

## Instituciones
Existen varios establecimientos educativos:
- Funciona el centro de formación profesional Nº 32
- Centro Educativo Complementario Nº 1
- Centro de educación de adultos Nº 706
- Escuela especial Nº 502
- Escuela secundaria agropecuaria Nº 1 (con una matricula 306 alumnos)
- Escuela secundaria básica Nº 8
- Escuelas primarias: Nº 9, Nº 28, Nº 38, Nº 42 (rural).
- Jardín de infantes Nº 905;
- Jardín 907.

Cuenta además con un Centro Laboral para el Discapacitado (CELADI), que es el único taller protegido de producción en la zona sur del distrito de Villarino, por lo que es de carácter regional.

Otras instituciones importantes en la localidad son:
- Bomberos voluntarios[7]
- Comisaría
- Centro de Jubilados y Pensionados "René G. Favaloro"
- Centro de salud
- Club Social y Deportivo Hilario Ascasubi
- Biblioteca Hilario Ascasubi
- INTA Hilario Ascasubi
- Centro de Desarrollo Infantil "Divina Providencia" (con una matricula de 85 niños y niñas de 45 dias a 10 años).

## INTA Hilario Ascasubi
Historia de la EEA Hilario Ascasubi
Sus orígenes se remontan a 1957, con extensa área agrícola demostrativa de extensión y un fuerte crecimiento organizativo durante las décadas del '60 y '70.
Los comienzos
El origen de la Estación Experimental del INTA Hilario Ascasubi se remonta a principios de 1957. Por ese tiempo, el Ingeniero Jorge Pico, desde la Agronomía Regional del Ministerio de Agricultura de la Nación, en Bahía Blanca, inició el trabajo en la zona de riego. Así organizó, entre Mayor Buratovich y H. Ascasubi, un área demostrativa de extensión agrícola de 40 mil hectáreas.
Buscó colaboradores y formó el primer Consejo Asesor que actuó como grupo de respaldo. El mismo participó en el estudio del área y en la elaboración y revisión de planes de trabajo. El grupo preparó además, las bases para la creación de una agencia de Extensión Rural en Mayor Buratovich, habilitada en 1958.
En 1963, el servicio del Instituto Nacional de Tecnología Agropecuaria (INTA) se extendió hacia la localidad de Pedro Luro, donde se habilitó otra agencia de extensión bajo la dirección del Ingeniero Agrónomo Pablo González. Los Ingenieros Pablo González y Jorge Pico, junto a otros colaboradores, iniciaron la actividad de la Institución, en la zona de riego.
Las innovaciones que las agencias necesitaron para desarrollar sus programas fueron recogidas de otras Estaciones Experimentales, de Centros de Investigación y de ensayos hechos con los propios productores. Hasta que se observó la necesidad de gestar experiencias propias.
El Consejo Asesor entendió la situación e inició los trámites para lograr la creación de una Estación Experimental. La iniciativa empezó a concretarse el 4 de marzo de 1961, cuando el INTA recibió 200 hectáreas, cedidas por el Instituto Agrario de la provincia de Buenos Aires.
Finalmente, el 17 de abril de 1966 se inauguró la Estación Experimental Agropecuaria de Hilario Ascasubi.
A través de los años 60
Desde la década del '60, con el nacimiento del servicio del Instituto Nacional de Tecnología Agropecuaria (INTA) en los Partidos de Villarino y Patagones, el productor tomó activa participación.
En 1964, el Ingeniero Agrónomo Jorge Pico publicó el Informe Técnico Nº 1, denominado Degradación por salinidad de las tierras del valle inferior del Río Colorado.
En 1966, el Instituto de Suelos del INTA publicó un trabajo del Doctor Dino Cappannini y el Ingeniero Agrónomo Ricardo Lores, sobre "Los suelos del valle inferior del Río Colorado".
También en el 66, se otorgaron del Banco Nación para la implantación de pasturas bajo riego, con el asesoramiento del INTA.
En 1968, se creó el Laboratorio de Análisis de Suelos y Agua. En el período 1969/70 se fusionaron las Agencias de Extensión de M. Buratovich y P. Luro, en la Estación Experimental de Hilario Ascasubi.
En su primera etapa, la Institución también desarrolló actividades destinadas a mejorar aspectos técnicos, culturales, económicos y sociales de la familia rural.
También promovió la formación de grupos juveniles llamados 4 - A: "acción, adiestramiento, amistad y ayuda", y los clubes "Hogar Rural", con participación femenina.
A través de los años '70
En los '70 el INTA cambió su estructura y operación en la organización de sus servicios a Estación Cooperativa de Experimentación y Extensión Agropecuaria.
Durante diez años, a partir del 69, se pusieron en práctica los principios de, experimentación y extensión integrados; participación del productor en la programación de actividades, e integración técnico - financiera de entidades oficiales para fomentar planes de desarrollo agropecuario.
En 1971 , gracias a otro crédito del Banco Nación, se inauguró la planta de semillas del INTA.
En 1971 se creó la Agencia de Extensión Patagones.
En 1972 se creó la Agencia de Extensión Médanos.
Otras etapas
Desde 1979, por decisión de las autoridades centrales, se dio por finalizado el proyecto y regresar a la organización anterior de Estación Experimental Agropecuaria. En el rubro hortícola, se trabajó en la introducción de nuevos cultivos y la evaluación del comportamiento de cultivares.
En cereales, se comenzó a evaluar híbridos de maíz y posteriormente cultivares de trigo, todos bajo riego.
Durante gran parte de los 80, se avanzó en la evaluación de cultivares de trigo en secano y su época de siembra; en los momentos de riego en trigo y maíz, en la fertilización de trigo tanto bajo riego como en secano, en la fertilización de maíz bajo riego y en épocas de siembra y control de malezas de trigo y maíz, así como la evolución de la humedad en el grano de maíz sembrado en diferentes épocas.
Entre 1984 y 1993 la Chacra Experimental Patagones del MAA de la Prov Bs.As. y el INTA Ascasubi llevaron adelante un ensayo de rotaciones y labranzas para estudiar alternativas para mejorar la producción de trigo zonal.
El barbecho largo junto con la labranza vertical fue el más productivo de los tratamientos pero con una significativa reducción de la materia orgánica en el suelo, el cual no era sostenible y había que buscar otra alternativa.
El INTA Bordenave y Ascasubi, en 1996, consideraron prioritario la realización de un Proyecto de Investigación que aborde la problemática de la labranzas conservacionistas a nivel regional.
Su objetivo primordial fue establecer alternativas tecnológicas para un manejo más eficiente del suelo, que permita frenar o atenuar el proceso de degradación de las tierras, manteniendo sus propiedades físicas y químicas; y estabilizando u optimizando los niveles de producción en cantidad y calidad.
Debido a la gran variabilidad ambiental de la región, se eligieron cinco establecimientos, como los más representativos dentro de la heterogeneidad existente.
Los mismos, combinaban diferencias en la textura de sus suelos (arenosos vs. arcillosos) con distinto nivel de lluvias (zona subhúmeda vs. zona semiárida)
En general la siembra directa produjo rendimientos iguales o mayores que los tratamientos con labranza.
Las diferencias se incrementaron en años con sequías moderadas y en sitios con mayor capacidad de retención de agua en el suelo
Con los años se observó un gradual mejoramiento de la productividad en Siembra Directa, en relación a los sistemas de labranza convencionales.
Aspectos como, menor competencia por malezas y manejo más eficiente del agua, se consideran los determinantes de este resultado.
La siembra directa, hasta hace algún tiempo atrás, se pensaba que era un sistema apropiado solo para ambientes húmedos.
En los últimos años, estas experiencias realizadas por el INTA Bordenave y Ascasubi en la región, sumadas a las hechas por algunos productores de la zona, están demostrando que la Siembra Directa puede ser posible con buenos resultados en ambientes semiáridos como el Norte de Villarino.
El cambio o la brecha entre el manejo convencional y la siembra directa es más evidente estos ambientes semiáridos que en los subhúmedos.
En 1996 se comenzó a conducir un ensayo de rotaciones dentro de la Estación Experimental del INTA Ascasubi, en condiciones de riego, en el que se estudian diferentes secuencias de pasturas, abonos verdes , cultivos y monocultivos y su efecto sobre la evolución del Fusarium en cebolla y diferentes parámetros indicadores de la fertilidad del suelo. Este ensayo aún está en marcha.
En 2024 se hizo famoso en los medios nacionales por una invasión de loros barranqueros.

## Fiesta Provincial de la Cebolla
Haciendo historia, el comienzo de dicha fiesta fue año 1997 donde APROC (Asociación productores cebolla) realizaron la Muestra sobre el cultivo de la cebolla, teniendo su continuidad en 1998.
Luego la Comisión de Festejos de Hilario Ascasubi retoma la idea de valorizar este cultivo en la zona y realiza en el año 2009 una continuación de dichas muestras denominándola Fiesta Regional de la Cebolla.
Por lo tanto desde 2009, hasta la fecha se realizaron 4 ediciones de dicha Fiesta con gran éxito de público (en la edición 2012 tuvo una convocatoria de 20000 personas) auspiciantes, expositores, espectáculos artísticos relevantes, dando a conocer a la región y porque no a toda la provincia la existencia de un cultivo que es fundamental para el desarrollo económico de los pueblos que componen la región del valle del Río Colorado.
Dicha fiesta tenía hasta la edición 2012 el carácter de regional, luego se logró la declaración de Fiesta Provincial otorgándole una jerarquía y revalorización a esta Fiesta popular.
Sobre la fiesta
La comisión de Festejos de Hilario Ascasubi, Pcia. de Buenos Aires es la organizadora de la 7º Fiesta Provincial de la Cebolla en forma conjunta con la Municipalidad de Villarino. Esta Fiesta popular tiene como objetivo difundir, promocionar y reconocer la importancia de este cultivo desde Mayor Buratovich hasta Villalonga, o sea en la zona de riego del Río Colorado ya que es la mayor área productora y exportadora del país. La misma se realizará en Hilario Ascasubi los días 12,13 y 14 de abril del corriente año. Se desarrollará en el predio del club Social como en las anteriores ediciones, donde se contará con muestra agro-industrial (stand comerciales de venta de agroquímicos, implementos agrícolas, ferreterías industriales, insumos para el cultivo de la cebolla), patios de comidas de diferentes instituciones; stand de artesanos, stand institucionales de entidades bancarias, compañías de seguros, INTA, CORFO, FUMBAPA, APROVIS, ESCUELA AGROPECUARIA Nº 1 Stand de concesionarias de automóviles, juegos infantiles y espectáculos artísticos de alcance nacional. 
En anteriores ediciones estuvieron actuando Súper Ratones, Víctor Heredia, QV4, Carlos García y Patricia Sosa. Asimismo durante una de las jornadas se realizan charlas técnicas a cargo de profesionales donde los productores tienen la posibilidad de interiorizarse de temas de interés sobre el cultivo y cosecha de cebolla y problemáticas sobre el trabajo rural. Esta Comisión organizadora junto con INTA edita una revista de distribución gratuita con divulgación específica del cultivo de cebolla, entrevista a diferentes productores y auspician la misma muchas firmas comerciales de la región y Bahía Blanca. En el transcurso de la Fiesta se realiza el concurso de la mejor Cebolla de esa cosecha participando varios productores de la región. Durante el día Sábado se realiza un Baile con elección de la Reina de la Cebolla, llegando a tener 16 postulantes de las diferentes localidades de la región, la misma tiene como premio un viaje a un destino turístico del país y luego el honor de representar a nuestro cultivo y la Fiesta en sí en todos los eventos que sea invitada (FISA, FIESTA DEL AJO, FEBATUR, FIESTA DE LOS PESCADORES, FIESTA DEL GIRASOL, DE LA SOBERANIA PATAGONICA). Este evento tiene masiva difusión en medios radiales, impresos y televisivos regionales. Además se promocionan durante los tres días los atractivos turísticos y culturales del distrito de Villarino.